# 坂本晴哉
坂本 晴哉（、1928年〈昭和3年〉8月23日 - ）は、日本の元俳優。

## 来歴・人物
東宝の専属俳優。ジャンルを問わず、多くの作品に出演。特撮映画では、自衛官役が多い。
1971年以降、映画出演の記録がない。

## 出演作品

### 映画
- 太平洋の鷲（1953年） - 偵察員[7]
- 七人の侍（1954年） - 野武士
- ゴジラシリーズ
  - ゴジラ（1954年） - しきねの新聞記者[3][8][5][注釈 1]
  - ゴジラの逆襲（1955年） - 北海丸船員[9]
  - キングコング対ゴジラ（1962年） - 東部軍施設課長[10][5]
  - モスラ対ゴジラ（1964年） - 自衛隊員[11][5]
  - 三大怪獣 地球最大の決戦（1964年）[注釈 2]
  - 怪獣大戦争（1965年） - 自衛隊員
  - 怪獣総進撃（1968年） - 将校[7][16][5]
  - ゴジラ対ヘドラ（1971年） - テレビ画面の民衆[要出典]
- 透明人間（1954年） - 路面電車の乗客、刑事[要出典]
- 囚人船（1956年） - 海上刑務所無電係
- 空の大怪獣 ラドン（1956年） - 抗夫[要出典]
- 最期の脱走（1957年）
- 地球防衛軍（1957年） - 記者[要出典]
- 変身人間シリーズ
  - 美女と液体人間（1958年） - 「ホムラ」の警官[要出典]
  - ガス人間第一号（1960年） - 留置所の男[3]（囚人[2]）
- 大怪獣バラン（1958年） - 防衛隊幹部[17]
- 隠し砦の三悪人（1958年） - 荷車を追う騎馬武者
- 戦国群盗伝（1959年）
- 日本誕生（1959年） - 大和の兵[18]
- 独立愚連隊西へ（1960年） - 八路軍通信兵
- 用心棒（1961年）
- モスラ（1961年） - 空港の警官[6][4]
- 紅の海（1961年）
- 野盗風の中を走る（1961年）
- 黒い画集 第二話 寒流（1961年） - 組幹部
- 社長シリーズ
  - 続サラリーマン清水港（1962年） - 小岩
  - 続・社長千一夜（1967年） - パパB
- 妖星ゴラス（1962年） - 新聞記者[要出典]
- 愛のうず潮（1962年）
- 太平洋の翼（1963年） - ラバウルの陸軍士官[要出典]
- イチかバチか（1963年） - 島の運転手
- クレージー映画
  - クレージー作戦 くたばれ!無責任（1963年） - タクシー運転手
  - クレージーの無責任清水港（1966年） - 勘助の子分
- やぶにらみニッポン（1963年） - 松本
- 海底軍艦（1963年） - 山田軍曹[1][19][注釈 3]
- 宇宙大怪獣ドゴラ（1964年） - ワゴン運転手[7][20]
- 太平洋奇跡の作戦 キスカ（1965年） - 早潮の艦長[要出典]
- フランケンシュタイン対地底怪獣（1965年） - 広島衛戍病院職員[要出典][注釈 1]
- 戦場にながれる歌（1965年） - 安田上等兵
- 100発100中（1965年） - 刑事
- 女の中にいる他人（1966年） - 運転手
- フランケンシュタインの怪獣 サンダ対ガイラ（1966年） - 自衛隊士官[1][21]
- キングコングの逆襲（1967年） - 自衛隊員
- 東宝8.15シリーズ
  - 日本のいちばん長い日（1967年） - 憲兵隊員
  - 連合艦隊司令長官 山本五十六（1968年） - 参謀（長門）[22]
  - 日本海大海戦（1969年） - 常陸丸の参謀、ステッキを持つ通行人[要出典]
  - 激動の昭和史 軍閥（1970年） - ラバウル航空艦隊参謀
  - 激動の昭和史 沖縄決戦（1971年） - 参謀[要出典]
- 100発100中 黄金の眼（1968年） - ラリーの係員
- ブラック・コメディ ああ!馬鹿（1969年） - ダンプの運転手

### テレビドラマ
- ウルトラQ 第4話「マンモスフラワー」（1966年） - 警官